# František Pokorný (pilot)
Plukovník František Pokorný (4. června 1916 Pavlovsko – 10. dubna 1942 u Saint-Omer) byl československý bojový pilot sestřelený během druhé světové války.

## Život

### Před druhou světovou válkou
František Pokorný se narodil 4. června 1916 v Pavlovsku čp. 13 v rokycanském okrese. Později se přestěhoval do Hamplova, místní části Hrádku, kde jeho otec pracoval v železárnách. Po absolvování obecné a měšťanské školy 7. července 1930 nastoupil do stejného podniku jako otec a vyučil se zámečníkem. Poté vstoupil do Západočeského aeroklubu v Plzni, kde získal diplom pilota sportovních letadel. Vojenskou službu nastoupil v říjnu 1936 v Praze u Leteckého pluku 4, ukončil jí s hodností desátníka. Poté se vrátil k práci v hrádeckých železáren.

### Druhá světová válka

#### Polsko
Po německé okupaci se František Pokorný rozhodl opustit protektorát, což společně s Antonínem Škachem i učinil. Hrádek opustili 17. července 1939, úspěšně překročili hranice do Polska a 27. července se zúčastnili přezkoušení u polského letectva. Poté byl přesunut do Dęblinu, kde byli soustřeďováni českoslovenští letci. Po vypuknutí druhé světové války došlo hned 2. září k bombardování Dęblinského letiště. František Pokorný s dalšími letci přešel pěšky do Puław, u kterých se zmocnili opuštěného letadla a postupně přelétli do Jabłońě, kde letoun ponechali v lese a 13. září se přidali k pozemnímu transportu. Jejich cesta skončila u hranic s Rumunskem, kde byli zajati Rudou armádou.

#### Sovětský Svaz
František Pokorný prošel několik internačních táborů, v Kamenci Podolském vstoupil do Československého legionu, do posledního z nich v Suzdalu dospěl 18. června 1940. Během pobytu zde bylo rozhodnuto o přesunu československých vojáků do západní Evropy. Dne 16. února 1941 odjel František Pokorný ze Suzdalu se skupinou dalších vojáků do Oděsy, dále lodí přes Varnu a Istanbul do Palestiny a poté kolem celé Afriky do Velké Británie. Dne 9. července 1941 ukončil cestu v Yorku.

#### Velká Británie
Po absolvování potřebných kurzů nastoupil 24. února 1942 František Pokorný jako pilot v hodnosti desátníka s osobním číslem RAF/788141 ke 313 československé stíhací peruti v RAF v Hornchurchu u Londýna. Dne 10. dubna 1942 se zúčastnil celý Československý stíhací wing ofenzívní operace Rodeo nad územím okupované Francie. Letoun Supermarine Spitfire s označením BL480 četaře Františka Pokorného byl napaden německým strojem Focke-Wulf Fw 190. Ten ještě stihl nahlásit poruchu motoru, poté se ale u města Saint-Omer zřítil k zemi. Podle svědectví jiného z letců Václava Truhláře dostal zásah do palivové nádrže, po kterém se stroj vzňal přičemž se jej Františkovi Pokornému nepodařilo opustit.

## Posmrtná ocenění
- František Pokorný byl in memoriam povýšen do hodnosti plukovníka